# Ianca (Brăila)
Ianca è una città della Romania di 11 227 abitanti, ubicata nel distretto di Brăila, nella regione storica della Muntenia.
Fanno parte dell'area amministrativa anche le località di Berlescu, Gara Ianca, Oprişeneşti, Plopu, Perişoru, Tîrlele Filiu.